# Jorge Eliécer Gaitán
Jorge Eliécer Gaitán Ayala (Bogotá, 23 de enero de 1903-Ibidem, 9 de abril de 1948), conocido como El Caudillo del Pueblo o El Caudillo Liberal, fue un jurista, escritor, profesor, orador y político colombiano, miembro y líder del Partido Liberal Colombiano.    
Es considerado uno de los políticos más influyentes en Colombia en la primera mitad del siglo XX y una de las figuras más importantes de la historia del país.   
Egresado de la Facultad de Derecho de la Universidad Nacional de Colombia. Fue rector de la Universidad Libre entre 1936 y 1939, de la cual, además, fue catedrático de Derecho Penal desde 1931 hasta su muerte. Durante sus últimos años de vida fue el jefe único del liberalismo.   
Gaitán contribuyó también a la fundación de medios alternativos de comunicación, como el periódico Jornada, fundado con su amigo Luis David Peña, bogotano que acompañó a Gaitán en los ministerios que ocupó.   
Ejerció como alcalde de Bogotá en 1936,  fue titular de dos ministerios en el segundo gobierno de Alfonso López Pumarejo (Educación en 1940 y Trabajo en 1944) y congresista durante varios períodos entre 1929 y 1948. Fue candidato presidencial disidente del Partido Liberal en las elecciones de 1946 posteriormente, por renuncia del sector del partido liderado por el expresidente Eduardo Santos, se vuelve jefe único de la colectividad, además de que iba a ser el candidato oficial del partido para las elecciones presidenciales de 1950 (que se desarrollaron en 1949 debido a su asesinato).
Gaitán se forjó una reputación como orador y defensor de causas populares, que consolidó gracias a sus intervenciones en el debate sobre la Masacre de las Bananeras de 1928. Su asesinato produjo enormes protestas populares inicialmente en Bogotá; conocidas como el Bogotazo, y luego a nivel nacional recrudeciendo un periodo sangriento conocido como La Violencia.
Las hipótesis sobre el crimen de Gaitán han mutado con el pasar de los años; desde la teoría del asesino solitario hasta que fue producto de una conspiración internacional para evitar la llegada del socialismo al poder en Colombia. El 9 de abril de 2018, 70 años después del magnicidio de Gaitán, la Comisión de la Verdad de Colombia (creada en el marco del Acuerdo de paz entre el gobierno colombiano y las FARC-EP) anunció que solicitará a la Fiscalía General de la Nación declarar el crimen delito de lesa humanidad, para así reabrir la investigación sobre las verdaderas causas que lo motivaron.

## Biografía

### Controversias sobre su nacimiento
No hay consenso sobre su fecha de nacimiento, ya que existen 2 partidas que datan su nacimiento el 26 y el 28 de enero de 1903, respectivamente. Otros documentos personales como su pasaporte, su cédula de ciudadanía y un diploma de la Real Universidad de Roma datan su nacimiento el 26 de enero de 1903. 
En cuanto a su lugar de nacimiento, existen varias teorías; la mayoría de historiadores concuerdan en que nació en Bogotá, en la calle 1.ª n.° 8-24 del barrio Las Cruces, pero otras fuentes generan controversia, ubicando su nacimiento en el municipio de Cucunubá (Cundinamarca), cerca de Bogotá.

### Primeros años
Pese a que su padre pertenecía al liberalismo y era un activo militante político, su familia no gozaba de estabilidad económica, por lo que los Gaitán se trasladaron al barrio Egipto (barrio popular de la capital, donde también vivió el sastre Ambrosio López). El pequeño Jorge creció en medio de incomodidades y las necesidades de sus vecinos.
Su educación corrió por cuenta de su madre (que era maestra), y luego pasó al colegio católico de San Vicente de Paul. Luego se trasladó a la ciudad de Facatativá de donde era nativa su madre, cerca de Bogotá, donde terminó sus estudios primarios en el colegio María Gooding. Su bachillerato lo estudió becado en el Colegio Simón Araujo, ya que su padre no pudo seguir costeando su educación. 
Sin embargo terminó sus estudios escolares en otro colegio, por entrar en controversia con un docente de ese plantel, y porque sus condiciones de pobreza lo hacían blanco de las burlas de sus compañeros acomodados. Pese a eso, se cuenta que era un estudiante problemático (aunque brillante) y de extravagante vestir, modos con los que le gustaba llamar la atención.

### Inicios en la política
Gaitán se destacó como líder estudiantil del liberalismo. Apoyó la candidatura de coalición del poeta conservador Guillermo Valencia para las elecciones presidenciales de 1918, que sin embargo fue derrotado por el conservatismo oficialista. Luego fue orador en las protestas contra el presidente conservador Marco Fidel Suárez (el que venció a Valencia en 1918), en marzo de 1919, protestas que produjeron su renuncia en 1921. En esas protestas también participaron los jóvenes periodistas Laureano Gómez y Alberto Lleras Camargo.
Antes de la renuncia de Suárez, éste le ofreció una embajada en Roma para que continuara sus estudios, gracias a la cercanía de la maestra Ayala (la madre de Gaitán), con el presidente. Sin embargo, Gaitán rechazó la postulación, quizá por coherencia con el apoyo a la candidatura de Valencia.
En 1922 apoyó la candidatura presidencial del veterano de guerra general Benjamín Herrera, quien perdió sospechosamente las elecciones ante el también veterano general Pedro Nel Ospina.
Gaitán organizó la sociedad literaria Rubén Darío y constituyó el Centro Liberal Universitario. Ese mismo año inició estudios superiores en la Universidad Nacional de Bogotá, donde se tituló doctor en Derecho y Ciencias Políticas, el 29 de octubre de 1924, con la tesis titulada "Las ideas socialistas en Colombia". En esta obra Gaitán se declaró socialista e incorporó postulados alejados de los marxistas en su lectura de la realidad.

### Estudios en Roma
En 1924, Gaitán fue elegido para su primer cargo público, siendo diputado de la Asamblea de Cundinamarca, hasta 1927, año en que con apoyo de su hermano Manuel José, adelantó su doctorado en jurisprudencia en la Real Universidad de Roma y en 1927, su tesis "El criterio positivo de la premeditación", que fue Magna Cum Laude, y le significó graduarse con honores. Fue entonces elogiado y apreciado con el premio que llevaba el nombre de su profesor más cercano, el abogado italiano Enrico Ferri, quien lo influenció en su postura del derecho penal.
También en Roma, fue influenciado por Benito Mussolini, de quien se inspiró sobre su dialéctica y el manejo que tenía de las masas durante sus discursos. Se dice que sus discursos estaban inspirados en Mussolini, y su ferocidad durante sus marchas. Gaitán regresó a su país en 1928, donde destacó como un talentoso abogado defensor.

### Masacre de las Bananeras

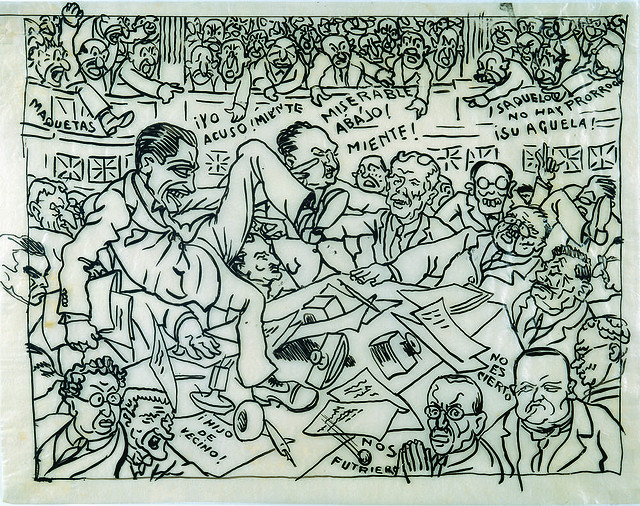
Gaitán caricaturizado en 1929.

Una vez en Colombia, posicionado como congresista en marzo de 1928, lideró entre el 3 y el 6 de septiembre de 1929 un debate de control en el Congreso debido al asesinato de un número indeterminado de trabajadores de la United Fruit Company en la región de Ciénaga, en el departamento del Magdalena. Los obreros exigían condiciones laborales dignas (hasta entonces inexistentes) y un trato justo por parte de sus empleadores. 
La matanza de estas personas es conocida en la historia del país como la "Masacre de las bananeras". Este gesto le valió a Gaitán el título de "Tribuno del Pueblo", aunque también el malintencionado apodo de "El Negro Gaitán". El acoso al que el congresista Gaitán sometió al presidente conservador Miguel Abadía Méndez derivó en la caída del conservatismo en las elecciones presidenciales de 1930.

### Actividad parlamentaria
Su activismo social lo catapultó a la fama en el liberalismo, por lo que sus directores decidieron lanzarlo como cabeza de lista para los comicios 1929, siendo elegido representante a la cámara. En 1931 fue elegido presidente de la Cámara de Representantes y ejerció también como catedrático de Derecho Penal en la Universidad Nacional de Colombia, cargo que ocupó entre 1936 y 1939, mientras era Rector de la Universidad Libre. También fue delegado del gobierno para conjurar el problema limítrofe de Colombia con Perú, en 1933.
Se configuró como representante de la clase media y de aquellos que estaban fuera de la vida pública, porque los unió a través de sus discursos cargados de emoción e ilusión. Criticó también el orden "convivialista", donde la política se practicaba en círculos cerrados, es decir, que solo unas cuantas personalidades decidían el futuro del país, allí donde se encontraba concentrada la oligarquía que mantenía dominado cada ámbito de la vida en el país.

### Separación y regreso al liberalismo
Las concesiones que hizo el presidente Enrique Olaya Herrera a los conservadores y a la UFC llevaron a que en 1933 Gaitán se separara del liberalismo y fundara junto al abogado Carlos Arango Vélez el movimiento político Unión Nacional de Izquierda Revolucionaria (UNIR) y su órgano periodístico "El Unirismo", que poco tiempo después disolvió para vincularse al Partido Liberal, desde donde planteó la necesidad de una reforma agraria. Pese a su afinidad con los comunistas, a Gaitán no le interesaban los postulados anticapitalistas de éstos.
El acoso que sufrió el unirismo y el fracaso electoral del movimiento en 1935 llevaron a Gaitán y Arango a regresar al liberalismo ese mismo año.

### Alcaldía de Bogotá (1936-1937)
El 20 de mayo de 1936 el gobernador de Cundinamarca, Parmenio Cárdenas, lo nombró Alcalde de Bogotá. Seducido por los dirigentes tradicionales del Partido Liberal, Gaitán asumió el cargo el 8 de junio de 1936. Su corto paso por la alcaldía, sin embargo, no fue silencioso, y se le llegó a apodar El alcalde del pueblo.

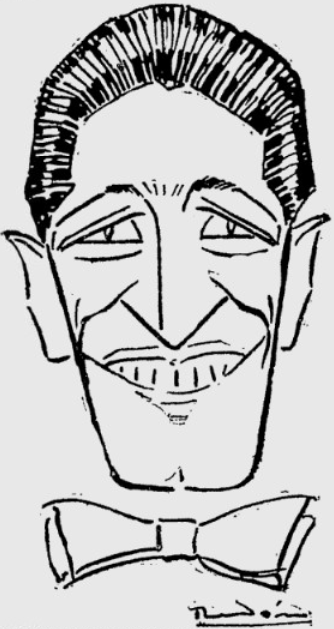
Caricatura de Gaitán en los años 1930, por el caricaturista Ricardo Rendón, El Tiempo.

Adelantó reformas sociales, promovió la municipalización de los servicios públicos y trató de establecer los restaurantes o comedores escolares, y jornadas deportivas que incentivaran la actividad física en la ciudad, todo con el enfoque en los menos favorecidos de la ciudad, a diferencia de las medidas progresistas del gobierno nacional, que no tenían esa motivación.
Gaitán apoyó la cultura en la ciudad, promoviendo conciertos gratuitos, creando bibliotecas móviles y días cívicos dedicados a la lectura y la infancia. De hecho inauguró la primera Feria del Libro de Bogotá (llamada Feria Popular del Libro), el 10 de octubre de 1936 (que actualmente se celebra en agosto). El éxito de la feria llevó a que se realizaran eventos similares en todo el país, incluyendo la Feria Internacional de Libro, de 1988.

#### Controversias y destitución
Sus contradictores también afirmaban que con sus medidas de actividad física y culturización de la población, se asemejaba a las medidas fascistas de acondicionamiento de la población civil. Gaitán siempre negó las vinculaciones con el fascismo, pues decía que sólo pretendía dignificar la vida de los bogotanos.
Decisiones que lo hicieron inmensamente impopular fueron las medidas que tomó para el embellecimiento de la ciudad, ya que se aproximaban la celebración de los 400 años de fundación de la ciudad, y Gaitán consideraba que la urbe estaba asolada por fachadas viejas y calles sucias. Por medio de un decreto, Gaitán ordenó a los propietarios de inmuebles pintar con sus ingresos las fachadas de las edificaciones, y con colores escogidos por el mismo alcalde.
Asegurándose de que los bogotanos pagaran las reparaciones, Gaitán quería crear cultura ciudadana y generar austeridad del gasto para la destinación de los recursos a la cultura y la educación de la ciudad. También obligó a las empresas con chimeneas a instalar filtros para no contaminar el aire de la ciudad, y a las empresas a instalar extintores. Sacó a los mendigos y niños abandonados de las calles y los obligó a entrar en centros para su rehabilitación y cuidado.
También se enemistó con los académicos, hecho irónico teniendo en cuenta sus medidas educativas y culturales. El motivo de su enemistad se dio porque en 1936, el académico Jorge Álvarez Lleras, solicitó la reubicación de una placa conmemorativa del científico prusiano Alexander Von Humboldt, del Antiguo Observatorio Astronómico de Bogotá (cerca a la Casa de Nariño), a la sede de la Academia de Ciencias Exactas, Físicas y Naturales, de la que Álvarez era miembro. Gaitán reclamaba que la placa fue diseñada para estar en el sitio y no autorizó su remoción.
Otras iniciativas suyas no gozaron de la aprobación popular, como las de hacer obligatorio el baño, de prohibir el uso de la ruana y las alpargatas, y uniformar a los lustrabotas y a los conductores de taxis, y exigir un taxímetro regulado por la alcaldía a estos últimos, quienes con un paro y bloqueo de vías el 8 de febrero de 1937, presionaron su destitución, la cual se dio el 14 de febrero de 1937, a menos de seis meses de haber asumido el cargo. Sus medidas de uniformar a los trabajadores se reversaron cuando asumió su sucesor, Gonzalo Restrepo.
Se afirma que las presiones de los huelguistas se dieron con el apoyo del Partido Conservador, y entre su familia circulaba el rumor de que el mismo presidente López fue quien incentivó la destitución de Gaitán, ya que quería frenar el ascenso político de Gaitán, a quien los militantes del liberalismo ya empezaban a ver como presidenciable para los próximos comicios. Los conservadores también comenzaron a temerle, y lo acusaban de populista.
Ya como exalcalde de Bogotá, Gaitán postuló y apoyó la candidatura presidencial del abogado Darío Echandía, en contraposición al liberalismo oficial, del que volvió a renegar en 1937. Echandía fue derrotado por el sector moderado del liberalismo, que dio la victoria al periodista Eduardo Santos Montejo.

### Ministerio de Educación (1940-1941) y de Trabajo (1943-1944)
El 1 de febrero de 1940, el presidente Santos lo nombró Ministro de Educación de Colombia. Gaitán emprendió una campaña de alfabetización a nivel nacional, implantó el zapato escolar gratuito, los restaurantes escolares (medida que no pudo implementar en su corto paso por la alcaldía de Bogotá), el cine educativo ambulante, la extensión cultural masiva e inició el Salón Nacional de Artistas. También impulsó una reforma integral a la educación colombiana, pero el Congreso rechazó su proyecto.
En 1942 se adhirió a la campaña presidencial de su antiguo colaborador Carlos Arango, quien pretendía sabotear el intento reeleccionista del expresidente López, pero el liberalismo se volcó en apoyar a López, quien fue reelegido presidente. 
En 1943, fue llamado nuevamente al gobiernoː El presidente encargado Darío Echandía (quien remplazó a López por una licencia) lo nombró ministro de Trabajo, Higiene y Previsión Social (hoy ministerios del Trabajo y de Salud), el 8 de octubre de 1943. Gaitán permaneció en el cargo hasta el 6 de marzo de 1944. En el ministerio, Gaitán elaboró un proyecto de ley para mejorar las condiciones laborales de los trabajadores, luego de inspeccionar a las empresas de la rivera del río Magdalena, pero nuevamente el Congreso vetó su reforma.

### Candidatura presidencial

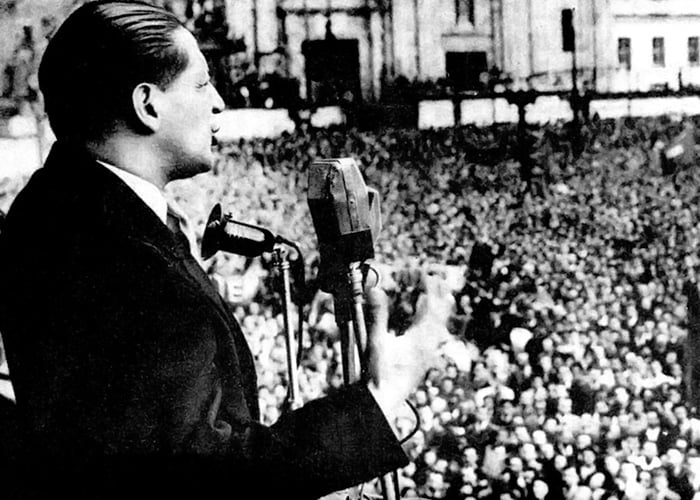
Gaitán en plaza pública, circa 1946.

En un acontecer de desacuerdos y segregaciones políticas, el Partido Liberal se hallaba dividido en dos fracciones ideológicas para participar en las elecciones de 1946; por un lado, "los directoristas", sector oficialista del partido y promotora de la candidatura del exministro Gabriel Turbay (ficha del expresidente Santos), y "los gaitanistas", disidentes del partido, promotores de la candidatura de Gaitán y apoyados por los sectores populares, siendo más proclive a la izquierda del partido.  
Las propias autoridades del partido no hicieron nada por conjurar el cismaː el presidente Lleras se negó a interferir en los comicios, el expresidente López no quiso intervenir para buscar unidad, y el exdesignado Echandía, a quien se le ofreció ser el candidato de la unidad liberal se negó a candidatearse.  
Entre sus propuestas de gobierno para 1946, una de ellas fue negociar la paz y terminar la violencia en el país, tratando de formar un gobierno de unidad con ambos partidos y legalizando minorías políticas, financiar las mejoras sociales proclamadas por el proletariado, como condiciones laborales dignas, el fuero sindical, y un seguro social y de salud.  
La división liberal fue aprovechada por el Partido Conservador, el cual buscaba afanosamente recuperar el poder desde que lo perdió en 1930. Los conservadores enviaron al empresario Mariano Ospina Pérez (nieto y sobrino de expresidentes conservadores). Al final, los liberales no pudieron evitar que Ospina ganara las elecciones, y pese a lo cual, se considera que ésa fue la plataforma política de Gaitán, quien sin maquinaria para su campaña le restó votos al oficialismo liberal.

### Post candidatura y últimos años
En las elecciones legislativas de 1947 el Partido Liberal, aunque dividido entre las dos corrientes políticas, logró una mayoría indiscutible en el Senado (35 senadores liberales "22 gaitanistas-13 directoristas" y 28 conservadores) y en la Cámara (74 representantes liberales "44 gaitanistas-30 directoristas" y 57 para conservadores). El 24 de octubre de 1947, Gaitán fue proclamado jefe único del Partido Liberal, derrotando a Eduardo Santos.
A inicios de 1948, al saberse la noticia de la masacre de varios liberales en varios pueblos del país a manos de conservadores, Gaitán organizó varias marchas con masiva asistencia, entre las que se conocen la "Marcha de las Antorchas" y la "Marcha del Silencio"; en esta última, elevó una plegaria al presidente Ospina para que ayudara a cesar la violencia y permitiese unas horas de silencio por las víctimas, durante las cuales solo se oyeron banderas y pancartas movidas por el viento.
El 1 de abril de 1948 recibió el título de doctor honoris causa en Ciencias Políticas y Sociales de la Universidad Libre. A la muerte de Turbay, Gaitán fue nombrado jefe único del liberalismo.

### Abogado defensor del militar acusado del asesinato de un periodista
El 8 de abril de 1948, un día antes de su asesinato, presentó su última defensa judicial: La absolución del teniente conservador Jesús María Cortés, militar acusado del asesinato del primer periodista en ejercicio en Colombia, Eudoro Galarza Ossa. "Gaitán asumió la defensa del teniente Cortés Poveda, y su tesis judicial se basó en que el oficial obró sencillamente en legítima defensa de su honor mancillado. Con más oratoria que argumentos jurídicos, el 9 de abril de 1948 logró la absolución de su cliente. Esa fue su última actuación como penalista."

### Asesinato

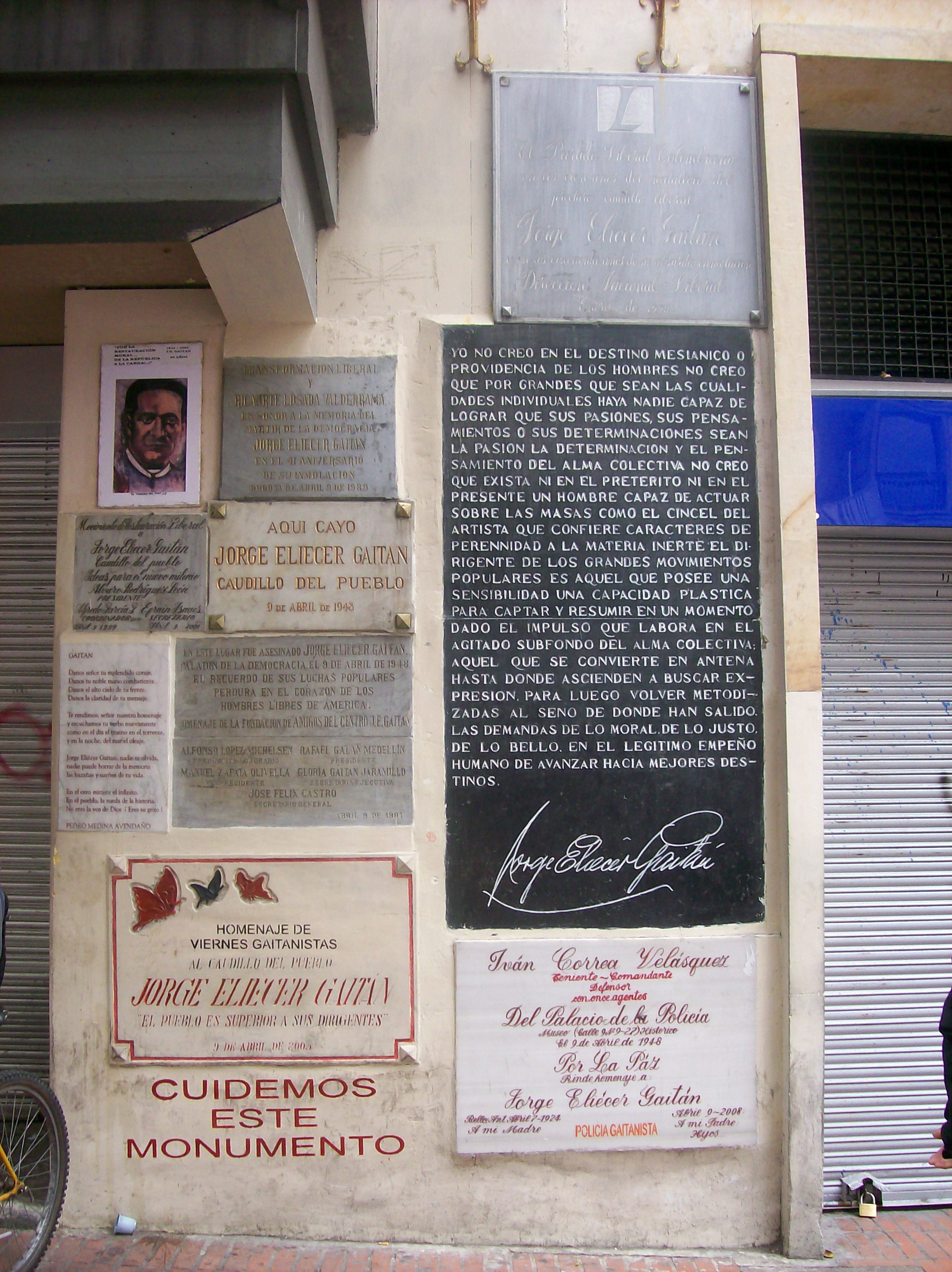
Placas conmemorativas en el sitio donde Gaitán fue asesinado en la carrera Séptima.

Gaitán salió al mediodía del viernes 9 —invitado a almorzar por Plinio Mendoza Neira—, en compañía de varios amigos desde el edificio Agustín Nieto (su sitio de trabajo) para almorzar en el Hotel Continental a la espera de varias reuniones que sostuvo durante ese día. En su agenda, para la tarde del día de su asesinato, tenía fijadas reuniones, entre otras, con el joven líder estudiantil cubano Fidel Castro y con el político venezolano Rómulo Betancourt

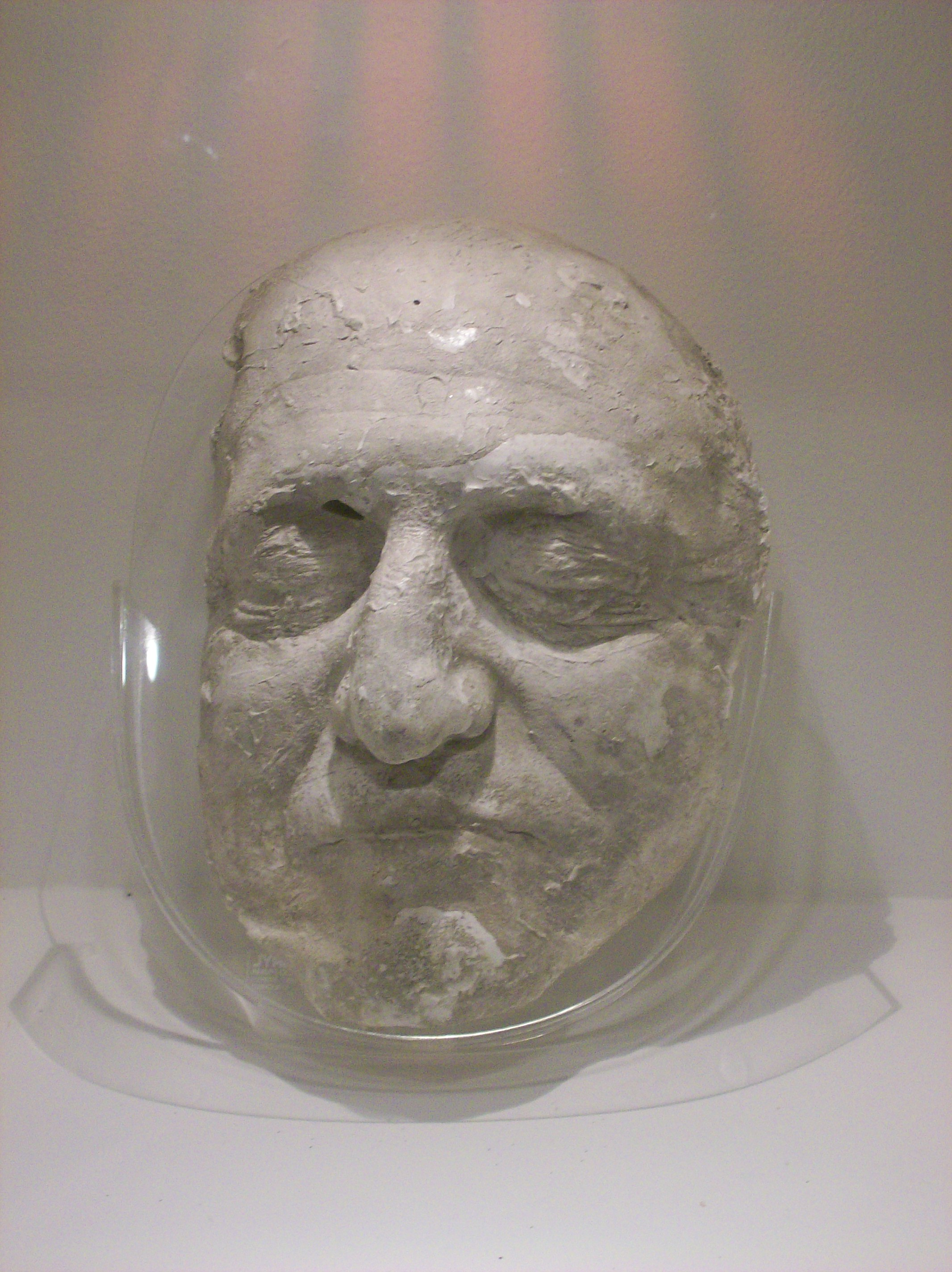
Máscara mortuaria de yeso del rostro de Gaitán, tomada momentos después de su asesinato.

Un hombre (aparentemente Juan Roa Sierra u otros más) lo esperaba en la entrada del edificio y le disparó con un revólver causándole heridas mortales. Gaitán fue llevado a la Clínica Central, donde murió cerca de las 2:05 de la tarde. Roa, por su parte, fue linchado, amarrado con corbatas en la Carrera Séptima y arrastrado hasta la Casa de Nariño. 
Desde ese momento, la multitud creció en cuestión de minutos; ante la respuesta del ejército, los espontáneos se atrincheraron esperando las órdenes de los jefes liberales, que pretendían reunirse con el presidente Mariano Ospina Pérez. A medida que avanzaba la tarde, la turba fue armándose, irrumpiendo en ferreterías y estaciones de policía, donde algunos oficiales entregaron sus armas para salvar sus vidas.
La defensa del Palacio de La Carrera (denominación de la actual Casa de Nariño) por la Guardia Presidencial y francotiradores no identificados, localizados en las edificaciones más altas cercanas al palacio, entre estas las iglesias, impidieron que la multitud entrara al lugar donde se hallaba el presidente. Una posible demora en entrar en acción por parte de quienes conducían los tanques de guerra hubiera facilitado la entrada al palacio de los manifestantes, ya que a la Guardia se le estaba terminando la munición.
La multitud daba paso a los cinco tanques de guerra que fueron dirigidos al lugar, pues creía que estaban apoyando su causa y, muy probablemente, así fue, hasta el momento en que fue asesinado el coronel que los comandaba, poco antes de llegar al palacio. Una vez en la plaza, los tanques giraron y dispararon a la multitud masacrando unas 300 personas.

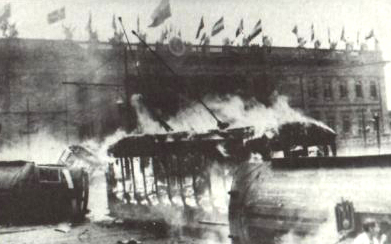
Tranvía ardiendo frente al Capitolio Nacional durante El Bogotazo.

Dos exagentes de la Agencia Central de Inteligencia (CIA) afirman en el libro "The Invisible Government" (El Gobierno Invisible) la participación de la agencia de inteligencia estadounidense en el asesinato de Gaitán, versión que el gobierno de Cuba ratificó en 2005 con un documental llamado "Operación Pantomima". Así se llamó la supuesta operación de magnicidio según uno de los exagentes, John Mepples Spirito, quien fue capturado en 1961 en Cuba.  El documental muestra entrevistas con el entonces encarcelado Spirito. No ha aparecido ninguna otra evidencia que corrobore estas acusaciones.
El asesinato provocó una violenta reacción popular con su correspondiente represión gubernamental conocida como "El Bogotazo", que destruyó 142 edificaciones del centro de Bogotá. La violencia por el magnicidio no se concentró solo en la capital, también en ciudades importantes cercanas a Bogotá como Zipaquirá. Los municipios y regiones con mayorías "gaitanistas" reaccionaron en igual o mayor proporción y, en casos como Barrancabermeja, debido a La Comuna de Barranca la situación se extendió por más de un mes.
Posteriormente a la muerte de Gaitán y el Bogotazo y durante los siguientes 10 años, se recrudecieron los enfrentamientos bipartidistas y se extendieron a otras regiones del país. Este periodo se conoce como La Violencia, época marcada por masacres entre conservadores y liberales, siendo el asesinato de Gaitán un antes y un después en la historia de Colombia.

## Familia

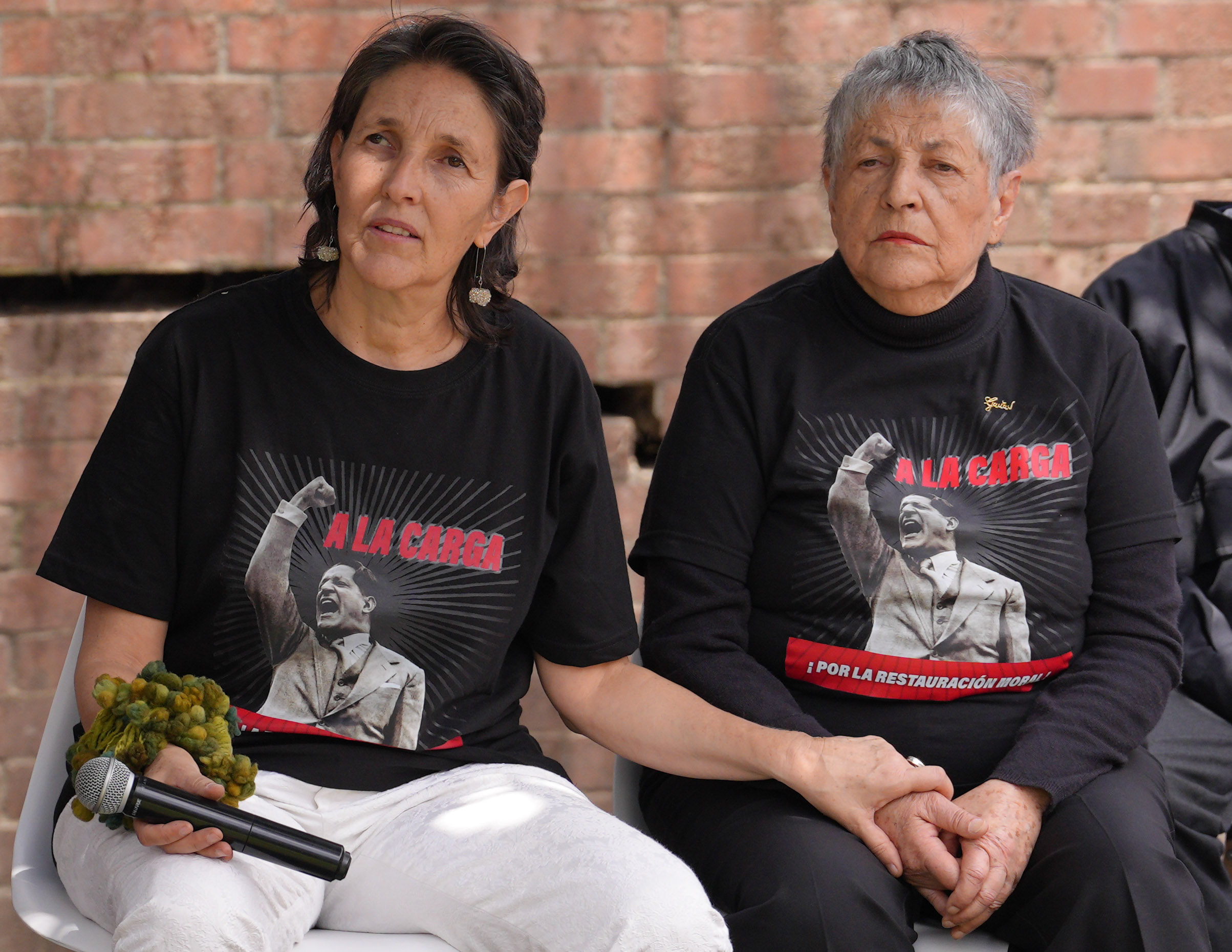
María y Gloria Gaitán, nieta e hija

Jorge Eliécer Gaitán no era miembro de las élites colombianas, como la mayoría de sus colegas del Partido Liberal, pese a que sus apellidos coincidían con los de otros políticos liberales, como Otálora (el segundo de su padre), y Ayala (el primero de su madre). 
Gaitán era hijo del librero y militante liberal radical Eliécer Gaitán Otálora (cuyo primer apellido provenía de Extremadura, España), quien luego de fracasar en varios oficios se dedicó a la venta de libros, y de su esposa, la maestra Manuela Ayala Beltrán. Eran sus hermanos Manuel José y Rafael Gaitán Ayala.

### Matrimonio y descendencia
Gaitán contrajo matrimonio en Medellín con Amparo Jaramillo en 1936, a quien conoció en 1933 y con quien tuvo a su única hija, la activista de izquierda, política progresista, abogada y diplomática Gloria Gaitán Jaramillo, educada en Suiza gracias a los encargos diplomáticos de su padre y por los estudios que este realizó en el exterior. Gaitán Jaramillo se casó con el militante comunista Luis Emiro Valencia, con quien tuvo a sus dos hijas, María y Catalina Valencia Gaitán. Separada de Valencia en 1971, fue asesora económica del presidente chileno Salvador Allende, a quien conoció en Cuba en 1959; con Allende sostuvo un romance y concibieron una criatura que no llegó a nacer.

## Legado y homenajes

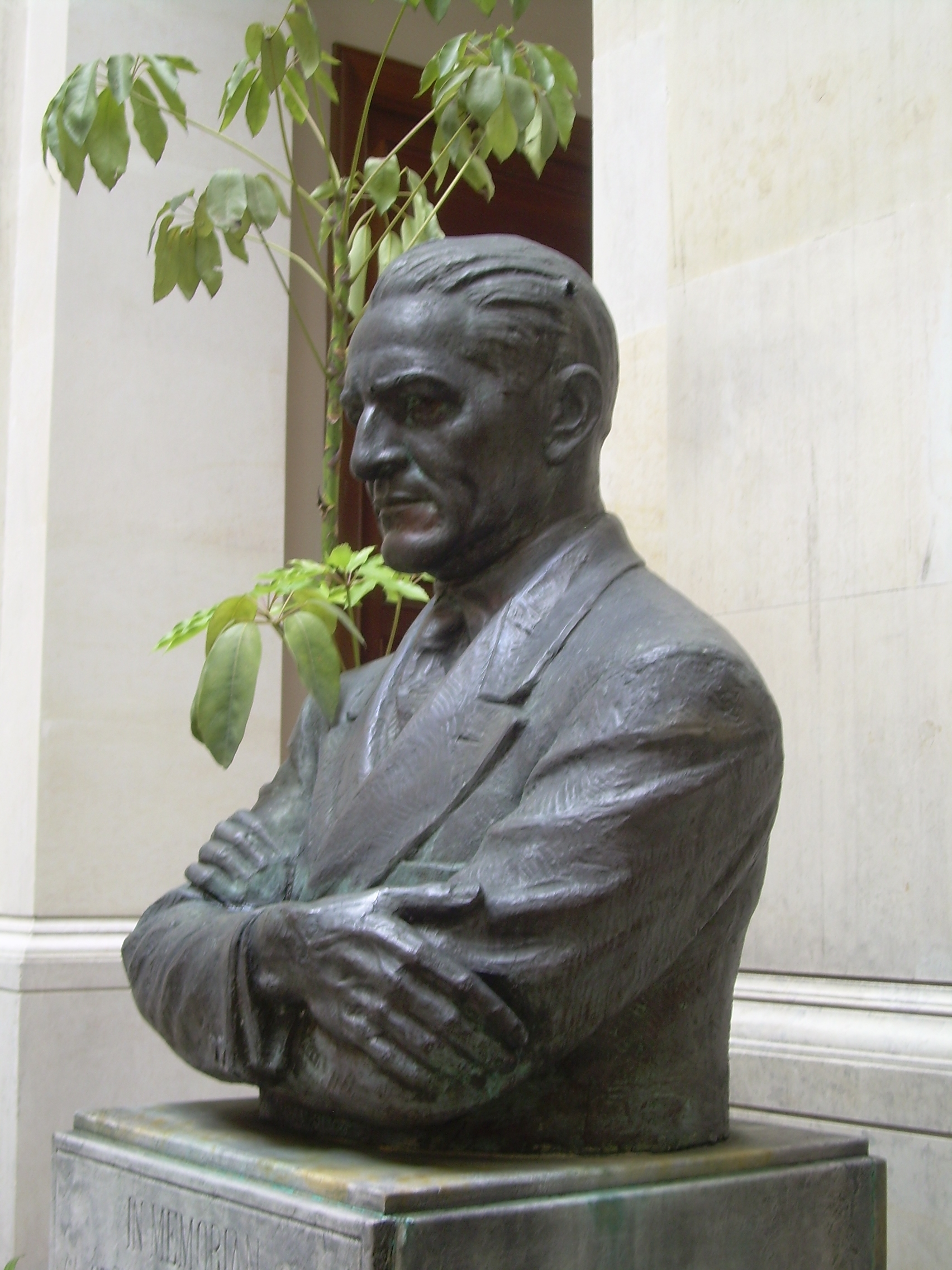
Busto de Jorge Eliecer Gaitán en el interior del Capitolio Nacional de Colombia, obra del escultor colombiano Bernardo Vieco Ortiz.

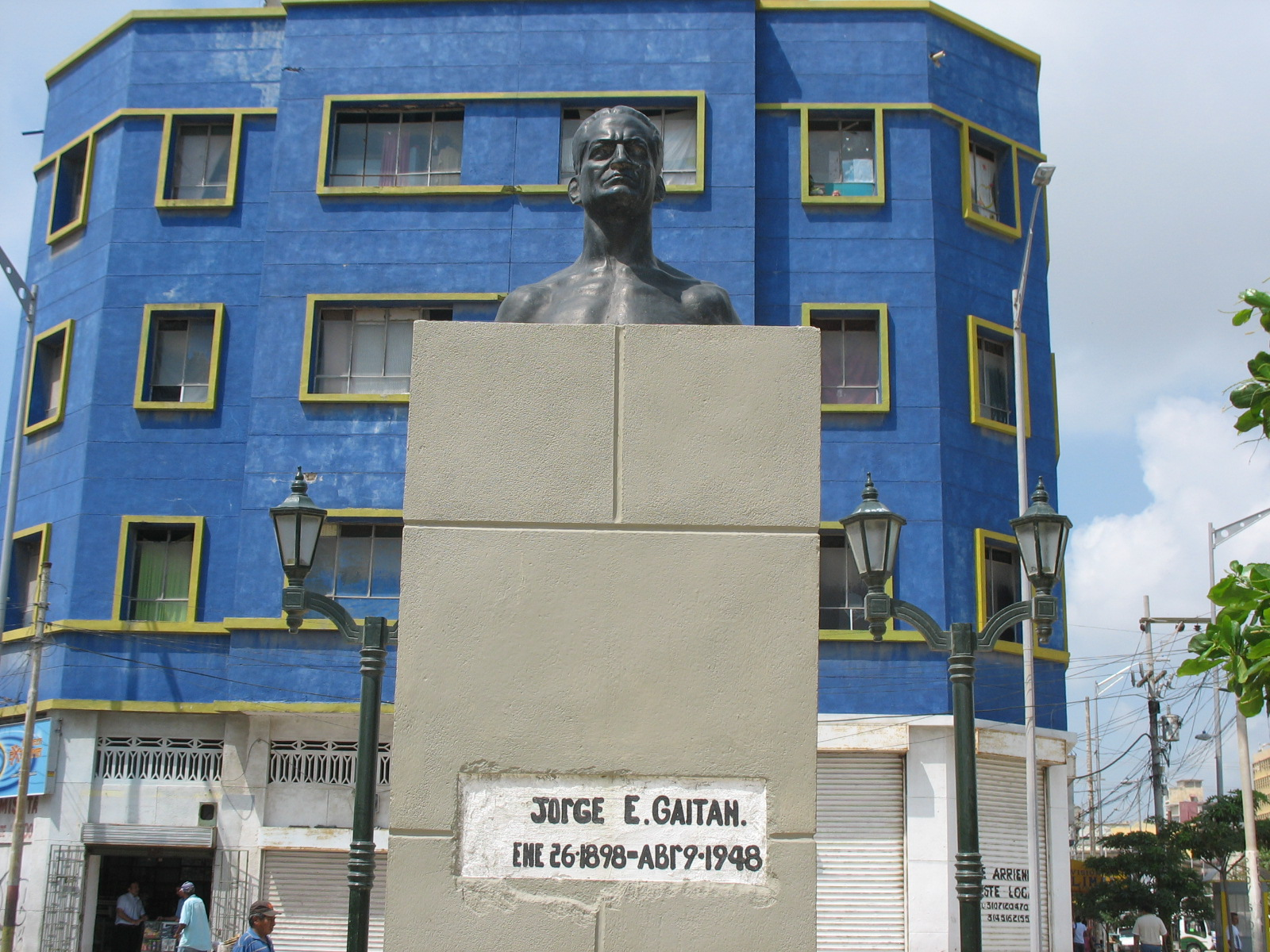
Busto de Gaitán en Barranquilla.

La figura de Gaitán se mantiene vigente en Colombia en los monumentos con su imagen que existen en varias poblaciones del país, hasta el punto de ser el segundo personaje histórico con más monumentos y homenajes en el país, solamente superado por Simón Bolívar. 
El municipio de Puerto Gaitán en el Meta y el corregimiento de Gaitania en Planadas (Tolima) fueron llamados en su honor, el Teatro Jorge Eliécer Gaitán en el centro histórico de Bogotá  y numerosos monumentos, como bustos de él en varias instituciones públicas, o su residencia, convertida en la Casa Museo Jorge Eliecer Gaitán.
A lo largo del país existen parques, murales, monumentos, colegios y barrios en casi todos los municipios que llevan los nombres y apellido del caudillo liberal. La canción A la carga, de Pacho Galán, era un homenaje que sonaba en los sitios que frecuentaba el líder político.
En 1965, fueron acuñadas y emitidas las monedas de 20 y 50 centavos con su busto y un billete conmemorativo de 1000 pesos colombianos, fue impreso y circulado entre 2001 y 2016, tiene imágenes y frases de Gaitán:

"Yo no soy un hombre soy un pueblo", 
"El pueblo es superior a sus dirigentes".
Jorge Eliécer Gaitán

Incluso organizaciones guerrilleras como el Ejército de Liberación Nacional reivindica la lucha de Jorge Eliécer Gaitán.

### Sepulcro de Gaitán (Casa Museo y Exploratorio Nacional)

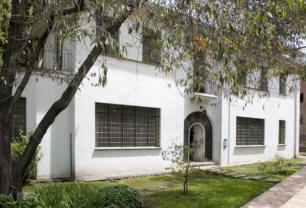
Casa Museo Jorge Eliécer Gaitán.

Como forma de protesta, los familiares de Gaitán se negaron a llevar sus restos a un cementerio hasta que el gobierno de turno cayera. Amparo Jaramillo, viuda de Gaitán, aseguraba que el asesinato de su marido había sido parte de un complot entre las esferas del conservatismo, con complicidad de jefes liberales. Sin embargo, los líderes políticos lograron un acuerdo con Jaramillo y decidieron enterrar el cuerpo en la sala de la casa donde vivía.
El 9 de abril de 1988 los restos de Gaitán fueron trasladados al llamado Patio de la Tierra, que forma parte del proyecto de Exploratorio Nacional. El féretro fue cargado, entre otros, por el entonces presidente Virgilio Barco. Su cuerpo se encuentra de pie y, aunque el cerebro y el corazón no están enterrados allí, sí permanecen en el catálogo del museo. En el mismo patio se encuentran enterrados los restos de la madre y de la esposa de Gaitán.
La lápida de Gaitán, hecha en forma circular y con una planta en el centro, establece su año de nacimiento, mas no el de su muerte; en su lugar aparece el símbolo de infinito ({\displaystyle \infty }), en señal de la continuación de su legado y de sus ideales.
En los años 1980, el arquitecto Rogelio Salmona diseñó el edificio en el que está previsto acoger el "Exploratorio Nacional", complejo proyecto arquitectónico dirigido por Gloria Gaitán, hija del líder político, que se ha dedicado a mantener el legado de su padre. El proyecto, a 2018, no está construido en su totalidad y su culminación es incierta.

## En la cultura popular

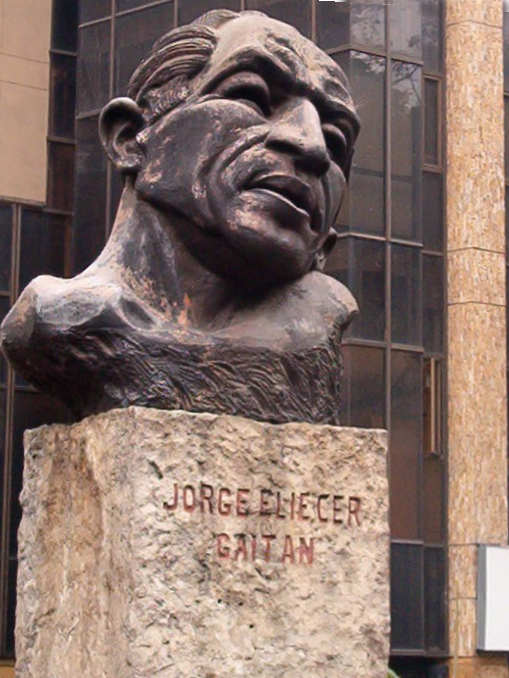
Monumento a Gaitán en Medellín.

En 1984 se emitió en la televisión colombiana la miniserie El Bogotazo, basada en la obra El Bogotazo: Memorias del olvido (1983) de Arturo Alape. Gaitán fue interpretado por el actor Edgardo Román. Fue representado por el actor John Acero piensa en la serie Doctor Mata, de RCN. En la representación teatral Gaitán, el hombre a quien amé de la Compañía Missi es representado por Jorge Cárdenas. Santiago Rodríguez lo interpretó en la película 'Roa'.
Desde los años 90, se han realizado procesos de recolección de testimonios de la memoria en torno a la figura de Gaitán. Uno de ellos fue el programa "Los bogotanos del Bogotazo", organizado por BibloRed, la Red de Bibliotecas Públicas de Bogotá, y la Biblioteca Digital de Bogotá.
Se le atribuye la creación de la frase «el pueblo unido jamás será vencido» en un discurso en la década de 1940, siendo popularizada por manifestantes de la Unidad Popular en Chile durante el gobierno socialista del presidente Salvador Allende a comienzos de la década de 1970 y por la canción de Sergio Ortega y Quilapayún.

## Obras
- Las ideas socialistas en Colombia (1924). Reedición de 1988 por el Centro Cultural Jorge Eliécer Gaitán, Bogotá. ISBN 9589501125
- Gaitán: antología de su pensamiento económico y social (1968). Editorial Sudamérica. Bogotá.[76]
- El Debate sobre las bananeras (1988) Centro Cultural Jorge Eliécer Gaitán, Bogotá. ISBN 9589501133